# 완산로
완산로(Wansan-ro)는 대한민국의 경상북도 영천시 완산동 영천역광장에서 시작하여, 중앙동을 거쳐 시청오거리까지 연결하는 도로이다.

## 노선 경로
- 영천역광장 - 금완로, 역전로
- 삼거리 명칭 미상 - 시장로
- 네거리 명칭 미상 - 강변로
- 영동교 (금호강)
- 시청오거리 - 최무선로, 호국로, 동문길
- 시청로와 직결 (영천시청 방향)